# Stéphane Deraeve
 (mai 2017).
Si vous disposez d'ouvrages ou d'articles de référence ou si vous connaissez des sites web de qualité traitant du thème abordé ici, merci de compléter l'article en donnant les références utiles à sa vérifiabilité et en les liant à la section « Notes et références ».
Stéphane Deraeve, né le 25 janvier 1972 à Tournai, est un ex-arbitre belge ancien international de futsal et ex assistant arbitre de football en Jupiler Pro League (Division 1A, belge)

## Carrière
Il commence sa carrière d'arbitre de football en 1988, alors âgé de 16 ans, dans la province du Brabant et progresse rapidement dans les divisions de l'arbitrage Belge.
Réputé d'une grande sévérité, il arrive dans les divisions nationales durant l'année 1995-1996 et devient assistant arbitre quatre ans plus tard. En parallèle, il commence également une carrière d'arbitre de football en salle.
Il accède comme assistant arbitre en division 1 Belge à l'âge de 36 ans.

## Palmarès
Il a plus de 4 000 matchs de football toutes divisions confondues à son palmarès dont plus de 50 rencontres en division 1 Belge. En football en salle, il a dirigé plus de 2 500 matchs toutes divisions confondues et 205 matchs en division 1 du championnat de Belgique futsal. Et plus de 100 matchs au niveau international. 

### Futsal (Rencontres Principales UEFA/FIFA)
2008-2009
- Finale aller Benelux cup, Charleroi Action 21 (Bel)-Marleen Twee (Ned) (3e arbitre)
- Tour élite de la Futsal cup UEFA (chronométreur)

2009-2010
- Finale retour de la Benelux cup, Marleen Twee (NED) - Baio Morlanwelz (BEL)
- Belgique-Iran, amical à Lommel, Belgique
- Finale de la coupe de Belgique, Charleroi action 21 - Baio Morlanwelz
- Tour Principal de la futsal cup UEFA en Italie à Montesilvano (Abruzzes), Cita del Montesilvano (Ita)-National Zagreb (Cro) ; Tel Aviv Université (Isr)-Ilves Tampere (Fin)
- Qualification pour le tour Élite et arbitre de la finale du tournoi

2010-2011
- Malte - Belgique,  match amical aller à La Valette, Malte
- Belgique - Malte, match retour à La Valette, Malte
- Tour principal futsal cup UEFA en Géorgie à Tbilissi, Iberia Star Tbilissi (Geo)- Genève (CH) ; Slov matic (SVK)- Dynamo Minsk (Bie)
- Qualification pour le tour Élite Iberia Star Tbilissi (arbitre la finale du tournoi)
- Finale aller du championnat de Belgique Fortcom, Anvers - Futsal Chatelineau

2011-2012
- Barrage aller pour la coupe du monde FIFA, en Thaïlande, Roumanie - Ukraine à Târgu Mureș
- Demi-finale retour du championnat de Belgique Fortcom, Anvers - Malle

2012-2013
- Finlande - Lettonie, match amical à Salo (Finlande)
- Finlande - Belgique, match amical à Helsinki (Finlande)
- Belgique - Suisse, match amical à Herstal (Belgique)
- Roumanie - Belgique, match amical aller à Bucarest (Roumanie)
- Belgique - Roumanie, match amical retour à Bucarest (Roumanie)
- Demi-finale retour du Championnat de Belgique Fortcom, Anvers - Malle
- Super coupe de Belgique Fortcom, Anvers - Chatelineau

2013-2014
- Tour Préliminaire Futsal cup UEFA en Pologne à Cracovie, Wisla Cracovie (Pol)- Baku united (Eng)
- Qualification pour le tour principal (arbitre de la finale)
- Match amical, Asse Gooik (Bel)- Düsseldorf (All)
- Match amical de préparation Euro 2014, Belgique - Grèce à Anvers
- Match retour de la finale du championnat de Belgique 2013 - 2014 à la Lotto Aréna d'Anvers, FT Anvers - Futsal Châtelineau

2014-2015
- Tour Préliminaire Futsal cup UEFA en Bulgarie à Varna, Grand Pro Varna (Bul) - Chișinău (Md)
- Qualification pour le tour principal Grand Pro Varna (Bul) (arbitre de la finale)[2],[3]